# Glædelig flyvning
Glædelig flyvning (russisk: Счастливый рейс) er en sovjetisk film fra 1949 af Vladimir Nemoljaev.

## Medvirkende
- Nikolaj Krjutjkov som Sinitjkin
- Mikhail Zjarov som Zatjosov
- Vera Orlova som Fenja
- Olga Vikland som Telegina
- Vladimir Popov